# Klášter Cetinje
Klášter Cetinje (černohorsky: Цетињски манастир) je klášter srbské pravoslavné církve v Cetinje, v Černé Hoře. Je sídlem černohorského metropolity. Uprostřed areálu se nachází kostel zasvěcený Narození Panny Marie. V jižním chóru se nachází relikviář sv. Petra z Cetinje. Klášter byl založen okolo roku 1484 zetským knížetem Ivanem Crnojevićem, který se inspiroval Svatou chýší v Loretu. Legenda říká, že na místě původně stál Crnojevičův hrad. Na leptu v knize Centinjské octoechos je vidět, že středověký klášter Cetinje byl trojlodní bazilikou s kupolí ve střední lodi s prvky renesanční architektury. Roku 1692 byl klášter těžce poškozen během války Benátčanů s Osmany, když Benátčané klášter při ústupu zaminovali. V letech 1701 až 1704 byl obnoven a zrekonstruován z popudu metropolity a zároveň černohorského vladyky Danilo I. Petroviće-Njegoše. Pak byl duchovním, kulturním a politickým centrem Černohorského knížecího biskupství. Poslední velká přestavba proběhla v roce 1927. Tehdy byl přistaven příbytek metropolity. Klášter byl poškozen zemětřesením v roce 1979, ale byl obnoven. V klášteře je pohřbena řada černohorských panovníků a je zde uložena i královská koruna srbského krále Štěpána Uroše III. Dečanského. Z ostatků je nejslavnější mumifikovaná ruka svatého Jana Křtitele. Velkou cenu má vynikající sbírka rukopisů a starých tisků ze 13. až 18. století. Vystaveny jsou i některé Crnojevićovy prvotisky a některé post-inkunábule z tiskárny Božidara a Vićenca Vukovićových (první polovina 16. století). 